# Most Wyścigu Pokoju
Most Wyścigu Pokoju (cz. Most Závodu míru) – most drogowy w Pradze nad Wełtawą, usytuowany 13 km na południe od centrum miasta. Jest to pierwszy, idąc z biegiem Wełtawy, most znajdujący się na terenie Pragi, a także jeden z dwóch (obok Mostu Radotíńskiego), powyżej ujścia do Wełtawy rzeki Berounki. Łączy lewobrzeżną dzielnicę Zbrasław z położoną na prawym brzegu rzeki dzielnicą Závist.
Pierwotnie w tym miejscu znajdował się żelazny trzyprzęsłowy most nazywany Zbraslavský most, wybudowany w 1896. Obecny żelbetowy most został wybudowany w 1964 nieco w dół rzeki w stosunku do starego mostu. Ma on 210 m długości, posiada łuk o 75 m długości i po 3 filary po każdej stronie. Jezdnia o szerokości 9 m znajduje się 12 m nad korytem rzeki. Jest to pierwszy na świecie most łukowy skonstruowany metodą samonośnego spawanego zbrojenia (bez potrzeby szalunku). W 1997 most był remontowany.
Nazwa mostu związana jest z tym, iż jego pierwszymi użytkownikami byli kolarze biorący udział w Wyścigu Pokoju.